# Colutea abyssinica
Colutea abyssinica är en ärtväxtart som beskrevs av Carl Sigismund Kunth och Peter Carl Bouché. Colutea abyssinica ingår i släktet blåsärter, och familjen ärtväxter. Inga underarter finns listade i Catalogue of Life.